# Chá de cogumelos
O chá de cogumelos é a solução líquida produzida pela infusão de fungos do gênero Psilocybe frescos em água quente, também conhecidos como "cogumelos mágicos", com propósito cerimonial ou recreativo. A atividade psicotrópica do chá se deve às substâncias psicoativas extraídas do fungo.
A quantidade de cogumelos utilizados para produzir o chá pode variar. De acordo com um estudo, 1g de Psilocybe cubensis em 100ml de água é suficiente para induzir os efeitos tóxicos em camundongos.
O chá de cogumelo de cunho alucinógeno também pode causar ataques de pânico repentinos, que podem levar a pessoa inclusive ao óbito caso já sofra de algum outro problema, como pressão alta ou problemas cardíacos.
O uso inadequado, em grandes quantidades da substância pode causar uma série de sintomas semelhantes à esquizofrenia além de mal estar e incapacidade físico-motora.
O uso de plantas, fungos, e até secreções animais, para alteração da consciência e percepção é uma realidade antiga milenar presente em todas as regiões do mundo. Até mesmo animais (não-humanos) usam plantas com atividade psicotrópica, como é o caso de javalis e primatas que cavam para conseguir as raízes da poderosa Tabernanthe iboga. Substâncias atuais do nosso cotidiano, como vinho e tabaco, eram, originalmente, ligadas a cultos religiosos. Os sacerdotes védicos da antiga Índia utilizavam o soma, uma bebida alucinógena, para entrar em contato com o Reino Celestial. Os druidas, sacerdotes celtas, tomavam uma poção que lhes dava força e coragem. O rei Salomão tinha conhecimento de enteógenos. A partir dos anos 1960, os livros de Carlos Castaneda popularizaram o uso de enteógenos. Entre as plantas, alguns dos enteógenos mais conhecidos são Ayahuasca, Jurema, Cannabis, Yopo, Peyote e Ololiuqui. Entre os fungos, Psilocybes, Copelandias e Amanitas.